# 행위시법주의
행위시법주의(行爲時法主義)란 행위시와 재판시 사이에 형법 법규의 변경이 있는 경우에는, 행위시의 형법 법규를 적용하여야 한다는 태도를 말한다. (형법 1조)행위시법주의의 예외는 피고인에게 유리한 경우의 소급원칙이다.